# 新発田市女性連続殺人事件
新発田市女性連続殺人事件（しばたしじょせいれんぞくさつじんじけん）は、2013年（平成25年）8月から翌2014年（平成26年）1月にかけて新潟県新発田市で5人の女性がわいせつ目的で襲われ、うち2人が殺害された事件。
同時期の複数の事件が2回の裁判に分かれて審理されたため、1回目の裁判で無期懲役が確定して岐阜刑務所に服役していた男Kに対して、2回目の裁判で再び無期懲役が下される異例の裁判となった。一連の事件を同時に審理すれば死刑判決が言い渡された可能性が指摘されており、二重処罰の禁止（一事不再理）が焦点となった。

## 概要
2013年8月2日・3日、新発田市の女性B（当時30代）と女性C（当時10代）が強姦の被害に遭う事件が発生した。その3か月後の11月22日、同市の女性E（当時22歳）が行方不明になった（2014年4月7日に遺体で発見）。翌月の12月6日、同市の女性F（当時20代）が男に連れ去られそうになる事案が発生した。年が明けた2014年1月15日、同市の女性A（当時20歳）が行方不明になった。
女性Aの遺体は2014年4月3日に竹藪の下にある小川で発見された。発見された当時、着ていた服はめくりあがり、ブラジャーはなく乳房が露出していた。女性Aは成人式を終えた直後で、車の中から「ずっと女手ひとつでここまで育ててくれてありがとう。今日、無事に成人式を迎え、人生に一度きりの行事に参加することができました」などと書かれた母親への手紙も見つかった。
一連の事件の共通点として、ほとんどの被害者が車の運転席に座っていた女性だったことが挙げられる。男Kは車に近づいて運転席ドアを開け、刃物を見せて脅したうえで女性を助手席に移動させ、自身が運転席に乗り込んだ。刃物を見せたり首を絞めたりしながら、「服を脱げ」「言うこと聞かねえと、殺すっけなあ」「港連れてけや」などと脅したという。

### 経過
- 2013年
  - 8月2日 - わいせつ略取・監禁・強姦（女性B）
  - 8月3日 - わいせつ略取・監禁・強姦（女性C）
  - 11月22日 - わいせつ略取・強姦致死（女性E）
  - 12月6日 - わいせつ略取未遂（女性F）
- 2014年
  - 1月15日 - わいせつ略取誘拐・強制わいせつ致傷・殺人（女性A）
  - 4月3日 - 女性Aの遺体発見
  - 4月7日 - 女性Eの遺体発見
  - 5月 - 逮捕（女性B,C）[6]
  - 6月26日 - 新潟地裁で単純逃亡未遂[6][3]
  - 6月 - 逮捕（女性F、逃亡未遂）[6]
  - 7月 - 逮捕（女性E）[6]
- 2020年
  - 2月 - 逮捕（女性A）[7]

## 裁判
1回目の裁判は、2013年の4件（女性B,C,E,F）と2014年の逃亡未遂に関して行われた。2015年12月に新潟地裁で無期懲役（求刑：同）の判決が下され、2018年3月に最高裁で無期懲役が確定した。
2回目の裁判は、2014年の1件（女性A）に関して行われた。本件についても「同種事案と比較した際に犯行の悪質性が突出しているとは言えない」と結論づけられ、2022年11月に新潟地裁で無期懲役（求刑：死刑）の判決が下された。新潟地検と被告人Kの双方が一審判決を不服として同月中に東京高裁に控訴した。2024年5月17日、東京高裁は一審判決を支持し、双方の控訴を棄却した。
これらの事件は半年間に連続して起きた事件であるが、事件によって逮捕・起訴のタイミングが異なった。そのため裁判も2回に分かれて行われた。2回目の裁判では、1回目の裁判の結果が影響するかどうかが注目された。検察は「刑の重さを判断する際に事情として考慮することは許される」として死刑を求刑したが、「二重処罰の禁止」を踏まえて2回目の裁判でも無期懲役の判決が下された。

## 加害者
加害者は沖縄県石垣市出身の男Kであった。母親の供述によると、男Kは子供のころから現金の窃盗を繰り返し、母親の手に負えない状況だった。2002年に放火未遂で保護観察付きの執行猶予判決を受けるが、今度は2003年に沖縄県で連続強姦事件を起こし、執行猶予が取り消された。それにより2004年10月から2012年にかけて約8年間服役していた。
出所後の2013年7月に新発田市に移り住み、同年8月から翌年1月にかけて一連の強姦・殺人事件を起こした。母親は「被害者には本当に申し訳ない気持ちでいっぱい」とした上で「終身刑か処刑になれば、これ以上、被害者を増やすことにならない」と言及している。
なお、以上の事件以外にも2つの事件で男Kの関与が疑われたが、逮捕・起訴は見送られた。1つ目は2004年5月に沖縄県で発生した事件で、当時16歳の少女に対する強姦致傷事件である。2つ目は2013年9月に新発田市で発生した事件で、当時24歳の女性Dが遺体で見つかった事件である。